# イエラペトラ
イエラペトラ（ギリシャ語:Ιεράπετρα）は、ギリシャのクレタ島東部、ラシティ県の町である。古代はヒエラプトナ（Hierapytna）と呼ばれた。デモスの面積は394.774km²、人口は23,707人。イエラペトラのデモスは、町と周辺の集落およびフリシ島から構成されている。

## 概要
イエラペトラ（現地語ではイェラペトロ）は、クレタ島の南東部のイエラペトラ湾沿いにある海岸上にある。アイオス・ニコラオスの南、シティアの南西に位置し、ラシティ県における重要な中心地となっている。ラシティ県内で最も人口の多い（2001年の統計によると15,400人）町であり、クレタ島内では4番目に位置する。また、ヨーロッパの最南部の町として知られ、クレタ島の南海岸にある唯一の町であることから、「リビア海の花嫁」と称されることもある。

## 歴史

### 古代
イエラプトラはミノア文明期以来、クレタ島全体とともに歴史を歩んできた。古代ギリシア・ローマ時代のヒエラプトナ（Hierapytna）の町は現在のイエラペトラ市街と同じ場所に存在した。古典時代にヒエラプトナは東クレタ地域で最大の町となり、ドーリア人起源の町として、クレタ島内の他の町と激しい競争を繰り広げた。紀元前3世紀には、ヒエラプトナの町は海賊で有名であった。クレタ戦争では、他のクレタ島の都市とともにピリッポス5世率いるマケドニア王国に味方をし、クノッソスやロドスといった都市と敵対した。紀元前67年には共和政ローマによって、クノッソスやキュドニア、ラトなどの町とともに、ヒエラプトナの町は併合された。その後、独立都市としての重要性が無くなったヒエラプトナは、ゴルティナ（en:Gortyn）の町に追い抜かれることとなった。現在でもローマ時代の港の遺跡が残っているが、これは824年にアラブ人によって破壊され、海賊の基地として再建されたものである。

### ヴェネツィアの統治時代

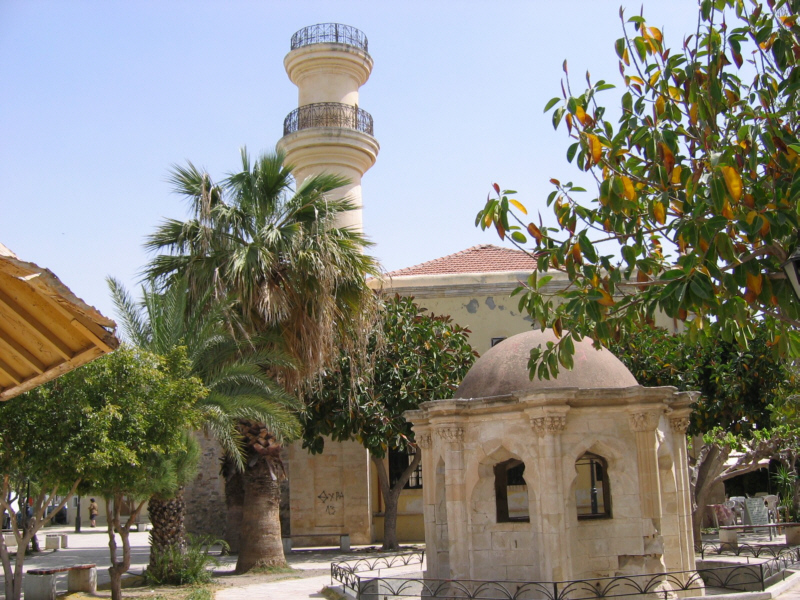
オスマン帝国時代のモスク

13世紀から17世紀にかけてイエラペトラはヴェネツィア共和国の支配下にあったが、その時代に再び町は繁栄した。カレスの要塞は、地元の言い伝えによると、1212年にジェノヴァの海賊ペスカトーレが建設したものであると言われているが、1626年に港を守るために建設されたものであり、今では遺跡となって残っている。1798年7月には、ナポレオン・ボナパルトがエジプト遠征に向かう途中で、イエラペトラの名士の家に泊まったという。オスマン帝国に併合されると、町にモスクが建設された。

### 現代のイエラペトラ
現代のイエラペトラの町は、カト・メラ地区およびパノ・メラ地区から構成されている。カト・メラ地区は南西部の岬にある旧市街である。市街には、中世からの狭い路地と小さな集落を感じさせる小規模な家屋が立ち並んでいる。また、モスクの跡地と「ナポレオンの家」はこの付近にあり、地区の中心には府主教座が置かれたアイオス・ゲオルギオス教会もある。この教会は1856年に建設され、天井には多くの隠れたドームがある。また木造建築であり、主にレバノン杉が用いられている。一方パノ・メラ地区は比較的大きな新市街であり、道幅は広く、3~4階層の建物が並んでいる。
イエラペトラの主要なショッピング街はクンドゥリオトゥにある。また町の中心部には市役所や博物館、映画館などがある。また、パノ・メラ地区には病院も立地している。町の西には要塞の遺跡や、漁港、ローマ帝国時代は市民の娯楽として奴隷による海戦が行われたナヴマヒア地区と呼ばれる地域などがある岬となっている。一方、町の東は酒場やレストランが立地し、フリシ島へのフェリーが出航される波止場などがある小さな海岸である。

## 経済
イエラペトラでは、夏には観光業、冬には農業がさかんである。ミノア文明期以来、この地ではオリーヴ油が生産されてきたが、1970年代頃からは広大なグリーンハウスで栽培された、果物や野菜の輸出も増加してきている。

## 参考
- "PDF (875 KB) 2001 Census"  National Statistical Service of Greece (ΕΣΥΕ) （ギリシア語）(2007-10-30)
- "Basic Characteristics". Ministry of the Interior （ギリシア語）(2007-08-07)